# Charlotte Vigel
Charlotte Vigel (Svaneke 1970) is een Deense presentatrice en zangeres, bekend onder haar artiestennaam Tiggy.
Charlotte Vigel is geboren en getogen op het eiland Bornholm waar zij samen met Tine Ipsen een karamelfabriek heeft, genaamd: ''Karamelleriet. Naast Gudhjem is er ook een karamelleriet in Kopenhagen.
Ze presenteert dagelijks het morgenprogramma Morgenhyrderne (Nederlands: Ochtendherders) op de landelijke popzender Radio 100FM, Voordien was ze presentatrice bij TV2Bornholm. Ze had ook een eigen talkshow bij TV Danmark
Charlotte Vigel, beter bekend als Tiggy, was de leadzanger van de jamband: Back to the 80´s Ze is ook internationaal bekend onder haar pseudoniem Tiggy. De stijl van haar alter ego Tiggy is vergelijkbaar met de Deense Bubblegum/Eurodancegroepen Aqua en Toy-Box.

## Albums
Fairy Tales (FLEX Records(DK), 1997)
1. Intro
2. Warrior
3. Simsalabim
4. Ring A Ling
5. Waiting
6. It's Over
7. Give Me
8. Why
9. Daddy Boom
10. Crusader
11. Children Of Paradise
12. Mr. Magic
13. You're The Hero Of My Heart

Tiggy (EMI, 1998)
1. Hooked On A Feeling
2. Do It Again
3. Take My Hand
4. Abracadabra
5. Fly
6. Captain Karaoke
7. Century
8. Falling
9. All This Love
10. Victim Of Love
11. Jamaican Bay
12. Chou Chou
13. Hooked On A Feeling (Dreamworld's Alternative radio mix)
14. Hooked On A Feeling (Dreamworld's Hardcore Habana mix)
15. Abracadabra (Extended mix)
16. Abracadabra (Nitro remix)

## Singles
1. Ring A Ling (FLEX Records(DK)/EMI, 29 January 1997)[7]
2. Simsalabim (FLEX Records(DK), 16 april 1997)
3. Daddy Boom (FLEX Records(DK), 25 July 1997)
4. Waiting (FLEX Records(DK), 1997)
5. Hooked on a Feeling (EMI, 2 september 1998)
6. Abracadabra (EMI, 1998)
7. Falling (EMI, 1998)